# 信汇
信汇（mail transfer，M/T），贸易术语，是国际贸易的付款方式之一。
信汇的方式为，汇款人委托银行将信汇委托书寄给汇入银行，以授权解付一定金额给收款人。信汇与电汇、票汇相比，费用较低，但时间较迟。

## 其他汇款方式
- 电汇
- 票汇